# Turbaii, Hlobîne
Turbaii (în ucraineană Турбаї) este un sat în comuna Petrivka din raionul Hlobîne, regiunea Poltava, Ucraina.

## Demografie
Componența lingvistică a localității Turbaii
     Ucraineană (97,62%)
     Rusă (2,38%)
Conform recensământului din 2001, majoritatea populației localității Turbaii era vorbitoare de ucraineană (97,62%), existând în minoritate și vorbitori de rusă (2,38%).